# Mistrzostwa NACAC w Wielobojach 2011
Mistrzostwa NACAC w Wielobojach – zawody lekkoatletyczne, które rozegrano 27 i 28 maja 2011 w stolicy Jamajki – Kingston.
Prowadząca po pierwszym dniu rywalizacji Amerykanka Sharon Day nie ukończyła rywalizacji z powodu kontuzji.

## Rezultaty

### Mężczyźni
| Konkurencja:  | Złoto         | Wynik     | Srebro        | Wynik     | Brąz          | Wynik     |
| Dziesięciobój | Maurice Smith | 8078 pkt. | Damian Warner | 7760 pkt. | Chris Helwick | 7609 pkt. |

### Kobiety
| Konkurencja: | Złoto         | Wynik     | Srebro      | Wynik     | Brąz          | Wynik     |
| Siedmiobój   | Emily Pearson | 5585 pkt. | Salsa Slack | 5534 pkt. | Naomi Osazuwa | 5506 pkt. |